# Semën An-skij
Semën Akimovič An-skij, in russo Семён Аки́мович А́н-ский?, Semёn Akímovič Án-skij, in ebraico e yiddish: ש. אַנ-סקי Sh. An-ski, romanizzato anche Ansky, noto anche col nome di Sholem o Shalom (Čašniki, 27 ottobre 1863 – Varsavia, 8 novembre 1920), è stato uno scrittore, drammaturgo, giornalista, etnografo, etnologo, attivista politico e umanitario russo di origine ebraica, le cui opere sono diventate famose in tutto il mondo e viene annoverato tra i migliori autori della letteratura yiddish.
Nato con il nome di Šlojme-Zanvl Rappoport, fu autore di racconti brevi e drammi in yiddish; riservava una particolare attenzione nelle sue opere per il folklore ebraico e il chassidismo, e denunciava attraverso di esse le umili condizioni di vita degli ebrei nell'Impero russo. Era inoltre membro dell'Unione Generale dei Lavoratori Ebrei, un movimento socialista che combatteva per difendere i diritti dei lavoratori ebrei e la loro emancipazione nei paesi slavi sottoposti al dominio dello zar.

## Biografia

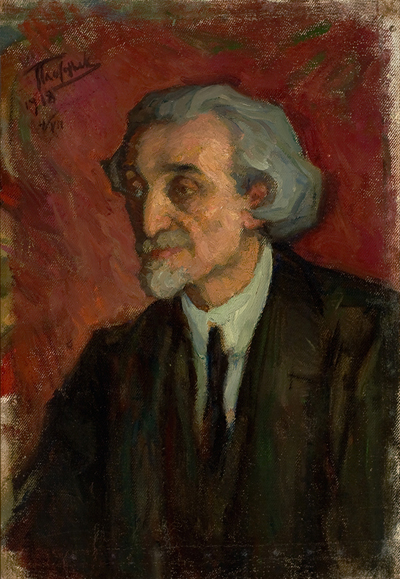
Semën An-skij ritratto nel 1918 da Leonid Pasternak.

Nato in una famiglia povera e religiosa in uno shtetl nel distretto di Vitebsk, oggi appartenente alla Bielorussia ma nel 1863 parte integrante dell'Impero russo, Anski ebbe un'educazione tradizionale ebraica. Come la maggior parte degli intellettuali di lingua yiddish, imparò la lingua del paese in cui era nato, nel suo caso il russo, che diventerà il tramite per la sua educazione secolare e la sua apertura verso il panorama culturale europeo. Anski infatti sovrappose alla sua educazione religiosa di adolescente lo studio delle letterature europee e soprattutto dei problemi sociali, che, unitamente alle sue idee radicali di impronta marxista che da quegli studi scaturirono, lo portarono in conflitto con la polizia dell'impero e alla sua espulsione dalla Russia nel 1891.
Rifugiatosi a Parigi, vi lavorò come rilegatore e presto si unì al Partito Socialista Rivoluzionario Russo in esilio divenendone anche segretario. Dopo la rivoluzione del 1905, Anski tornò in Russia dove fondò nel 1911 la Società Etnografica Ebraica. Con essa, tra il 1912 e il 1914, intraprese numerose spedizioni di ricerca nell'ambito delle comunità ebraiche nella zona di residenza, raccogliendo una grande quantità di materiale documentario, che, sparito per decenni negli archivi segreti sovietici, è riemerso per buona parte negli anni novanta grazie alla Perestrojka. Questo materiale, così importante per la conoscenza della cultura ebraica degli shtetl, spazzata via dalla follia nazista durante la Seconda guerra mondiale, è in parte confluito nella collezione del Museo Etnografico di Stato di San Pietroburgo, mentre molte delle registrazioni su cilindri raccolte durante le spedizioni di Anski per lo più in Podolia e Volinia, sono state riversate su CD.
Durante la prima guerra mondiale si stabilì in Galizia lavorando per una organizzazione umanitaria ebraica. Nel 1919 si trasferì prima a Vilnius e poi a Varsavia, allora appena liberate dall'esercito polacco collaborando alla rivista in yiddish il momento. Nell'ottobre 1920 Anski morì a Otwock, nelle vicinanze di Varsavia.

## Opera
Tra le sue numerose opere si ricordano due inni scritti a Parigi per il movimento ebraico-socialista chiamato "Bund" intitolati Die schwu'e (il giuramento) e In salziken jam fun menshleche trern (Nel mare salato delle lacrime umane). Il primo divenne poi l'inno ufficiale del Bund.

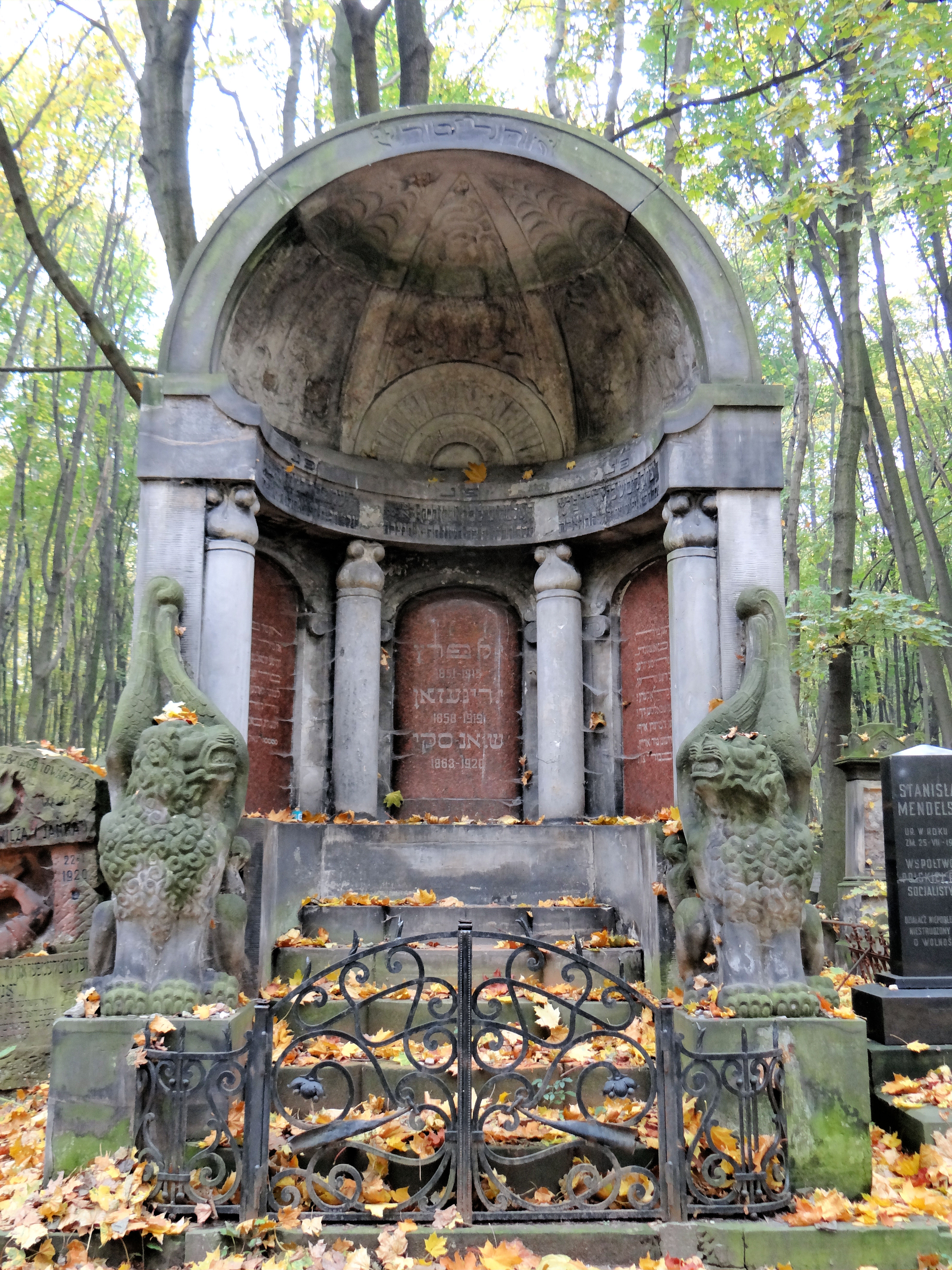
Mausoleo dei Tre Scrittori (Peretz, Dinesohn e An-skij) nel cimitero ebraico di Varsavia

L'opera principale di An-skij, che ebbe fama internazionale (postuma), è Tra due mondi: Il dibbuk (yiddish: Tsvishn tsvey veltn: Der dibek; ebraico: Beyn shney 'olamot: ha-dibbuk). Scritto originariamente in russo e tradotto dallo stesso An-skij in yiddish, questo dramma è ora considerato unanimemente uno dei grandi classici della letteratura yiddish. Totalmente svincolato dall'impegno politico e sociale di An-skij, esso è profondamente radicato nella cultura ebraica e permeato dalla mistica cabalistica da essere più vicino al romanticismo tedesco che al realismo russo pre-rivoluzionario.

Narra infatti la storia di Leye (ebr. Leah), figlia di un ricco commerciante e promessa sposa di Khonen (ebr. Khanan), studente della scuola rabbinica, che alla morte precoce di lui, prima del matrimonio, viene impossessata dal suo spirito (il di lui dibbuk), che la condurrà alla fine della storia alla morte, nella quale i due giovani potranno finalmente riunirsi.
Konstantin Stanislavskij avrebbe voluto mettere in scena l'originaria versione in russo del dramma a Mosca, quando An-skij era ancora in vita, ma ciò non fu possibile a causa della rivoluzione russa. La prima ebbe dunque luogo poco tempo dopo la morte dell'autore, vale a dire il 9 novembre 1920, al teatro Eliseo a Varsavia nella versione yiddish.
Nel 1937 ne fu realizzata una versione cinematografica dal regista polacco Michał Waszyṅski in yiddish. Nel 2005 la regista teatrale Rachel Michali ne ha fatto un riadattamento.